# تشارلز تورنر (عازف جاز)
تشارلز تورنر (بالإنجليزية: Charles Turner)‏ هو عازف جاز أمريكي، ولد في 26 مايو 1936، وتوفي في 19 مايو 2006.